# Сидоровицька сільська рада
| Сидоровицька сільська рада — орган місцевого самоврядування у Іванківському районі Київської області з адміністративним центром у с. Сидоровичі. Сільській раді підпорядковані населені пункти: - с. Сидоровичі - с. Буда-Полідарівська - с. Полідарівка |

## Склад ради
Рада складається з 12 депутатів та голови.

### Керівний склад ради
| ПІБ                    | Основні відомості                                                                       | Дата обрання | Дата звільнення |
| ---------------------- | --------------------------------------------------------------------------------------- | ------------ | --------------- |
| Чала Надія Анатоліївна | Сільський голова, 1958 року народження, освіта, позапартійна                            | 26.03.2006   | 31.10.2010      |
| Чала Надія Анатоліївна | Сільський голова, 1958 року народження, освіта середня спеціальна, член Партії регіонів | 31.10.2010   |                 |

Примітка: таблиця складена за даними джерела